# Макс-Гельмут Остерманн
Макс-Гельмут Остерманн (нім. Max-Hellmuth Ostermann; нар. 11 грудня 1917, Гамбург — пом. 9 серпня 1942, західніше н.п. Амосова, озеро Ільмень, Новгородська область) — німецький військовий льотчик-ас винищувальної авіації за часів Третього Рейху; здобув 102 перемоги в повітряних боях у 300 бойових вильотах. Оберлейтенант Люфтваффе. Один з 160 кавалерів Лицарського хреста Залізного хреста з дубовим листям та мечами (1942).

## Біографія
Макс-Гельмут Остерманн народився 11 грудня 1917 року в Гамбурзі в родині цивільного службовця юридичного департаменту міста. У березні 1937 Макс-Гельмут Остерманн поступив на військову службу до Люфтваффе і після закінчення льотної підготовки у званні фанен-юнкера в 1939 прибув до I./ZG1. Літаючи на Bf-110, він у вересні того ж року брав участь у Польській кампанії. У квітні 1940 командир його авіагрупи гауптман Вольфганг Фальк ухвалив рішення перевести молодого лейтенанта до I./JG21, оснащену Bf-109Е. 27-а винищувальна ескадра на чолі з оберстлейтенантом Максом Ібелем базувалася на той час у Менхенгладбахі.
Першу перемогу в повітряному бою Остерманн здобув у небі Франції, коли 20 травня 1940 року збив французький M.S.406 західніше Перонна. 26 травня пілот збив поблизу Аррасу другий ворожий літак Hawk-75, практично розірвавши його чергою з авіаційної гармати. Французький льотчик встиг вистрибнути з парашутом.
6 червня ескадрилья Остреманна у складі ескадри була перейменована на 7./JG54, що була визначена командуванням Люфтваффе на забезпечення повітряної охорони в районі протоки Ла-Манш.
12 серпня Макс-Гельмут Остерманн здобув третю перемогу над супротивником, цього разу він збив британського льотчика на Supermarine Spitfire над Англійським каналом. У цілому за час «битви за Англію» Остерманном з 12 серпня по 20 жовтня було збито п'ять «Спітфайрів» і «Харрікейн». У той же час 1 вересня його Bf-109Е-4 теж був підбитий у районі Булоні, і він вистрибнув з парашутом.
Після п'ятимісячної паузи JG 54 була переведена до Південно-Східної Європи для підготовки до вторгнення до Югославії. 6 квітня 1941 року молодий льотчик записав на свій рахунок ще одну перемогу — цього разу він збив югославський Bf 109 E-3 у небі над Белградом.
З першого дня вторгнення німецького Вермахту до Радянського Союзу, Макс-Гельмут Остерманн бився на північній ділянці Східного фронту, разом з іншими льотчиками ескадри «Зелені серця». 23 червня 1941 під час вільного полювання поблизу Каунаса зіткнувся з бойовими порядками 9-ти радянських бомбардувальників, котрі летіли на бомбардування німецьких наступаючих колон, і в скороминущій сутичці збив два радянських СБ-2.
26 червня 1941 року в бою у південно-східній частині Литви з іншими бомбардувальниками СБ-2 був підбитий, отримав легке поранення та здійснив вимушену посадку.
5 липня пілот збив в одному бойовому вильоті три ДБ-3 над річкою Велика поблизу Острову. 6 липня лейтенант Остерманн здобув свої 19-у та 20-у перемоги.
1 серпня 1941 року 54-та винищувальна ескадра оголосила про свою 1000 перемогу над ВПС Червоної армії з початку кампанії. 4 вересня 1941 за свої заслуги та збиті 29 ворожих літаків лейтенант Остерманн став восьмим льотчиком ескадри, удостоєним Лицарського хреста Залізного хреста. 10 вересня у Дні йому вручив нагороду генерал-полковник Альфред Келлер.
Особистий рахунок молодого пілоти стрімко зростав, свою 50-у перемогу в повітряних боях Остерманн здобув 9 січня 1942 року, 60-у вже 28 січня, та 70-у — 19 лютого 1942 року.
12 березня 1942 року Остерманн був нагороджений дубовим листям до Лицарського хреста за 62 перемоги у повітряних боях і незабаром призначений командиром 8./JG 54.
Вже 19 березня він записав на свій рахунок 80-у та 81-у перемоги над радянськими літаками. Сотий за відліком ворожий літак молодий льотчик збив 12 травня, ставши другим у власній ескадрі, після Ганса Філіппа, та шостим серед усіх асів Люфтваффе, хто подолав планку сотні перемог. У цьому бою Остерманн отримав важке поранення в праву руку, але зміг дотягнути до розташування німецьких військ і сісти «на живіт» на аеродромі зльоту. Через п'ять днів його наказом Гітлера нагородили мечами до Лицарського хреста, які він отримав у «Вольфсшанце» на церемонії 29 червня 1942 року.
9 серпня 1942 один з наймолодших асів німецьких ВПС загинув у повітряному бою з радянськими льотчиками. Під час патрулювання пілот побачив дев'ять радянських P-40, і негайно атакував їх, збивши той, що летів у замиканні. Однак, несподівано для німців, їхні літаки зненацька атакували винищувачі супротивника ЛаГГ-3. Вважається, що «Мессершмітт» Остерманна збив радянський старший лейтенант Аркадій Суков з 41-го винищувального полку.
Макс-Гельмут Остерманн став третім після Мьольдерса та Штейнбатца кавалерів Лицарського хреста з дубовим листям та мечами, що загинули в бою.